# Frédéric Soulacroix

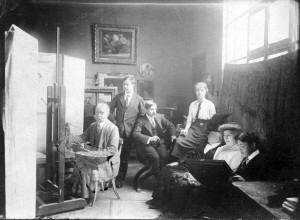
Frédéric Soulacroix in zijn atelier, tussen familie

Frédéric Soulacroix (Rome, 1858 – Cesena, 1933) was een Frans-Italiaans kunstschilder, vooral bekend om zijn vrouwenportretten.

## Leven en werk
Soulacroix was de zoon van de bekende Franse kunstschilder en beeldhouwer Charles Soulacroix (1825-1899). Tot 1863 woonde hij in Rome, daarna verhuisde hij met zijn familie naar Boulogne-sur-Mer, waar zijn vader fresco’s schilderde in de lokale kathedraal. In 1873, op vijftienjarige leeftijd, ging hij studeren aan de “Accademia di Belle Arti” in Florence en in oktober 1876 werd hij toegelaten op de “Scuola di Pittura”.
Soulacroix woonde en werkte het grootste deel van zijn leven in een huis aan de Piazza Donatello in Florence. In 1890 huwde hij Julie Fernande Blanc en kreeg vier kinderen met haar. In 1923 werd hij in Frankrijk benoemd tot “Officier d’Academie”. Hij overleed in 1933, op 88-jarige leeftijd.
Soulacroix werkte in een elegante academische stijl die typerend was voor het fin de siècle. Hij schilderde vooral portretten en taferelen uit het dagelijks leven van de beau monde, veelal in rijke interieurs, vaak met mooie vrouwen in weelderige draperieën. Als zodanig had hij veel succes en had hij klanten uit heel Europa en zelfs uit de Verenigde Staten.
Veel van Soulacroix’ werk bevindt zich in privébezit, een grote collectie werk is eigendom van de Italiaanse familie Chiaramonti. Op het internet wordt werk van Frédéric Soulacroix nog weleens verward met dat van zijn vader Charles. Met name het werk van zijn zoon Frédéric wordt nogal eens onder de naam van zijn vader geschoven, die een veel beperktere productie had. Technisch gezien staat het onderscheid echter niet ter discussie. Frédéric tekende zijn werk altijd consequent met een F. en Charles met een C. Daarnaast kan de streng-classicistische stijl van zijn vader duidelijk afwijkend worden genoemd.

## Galerij

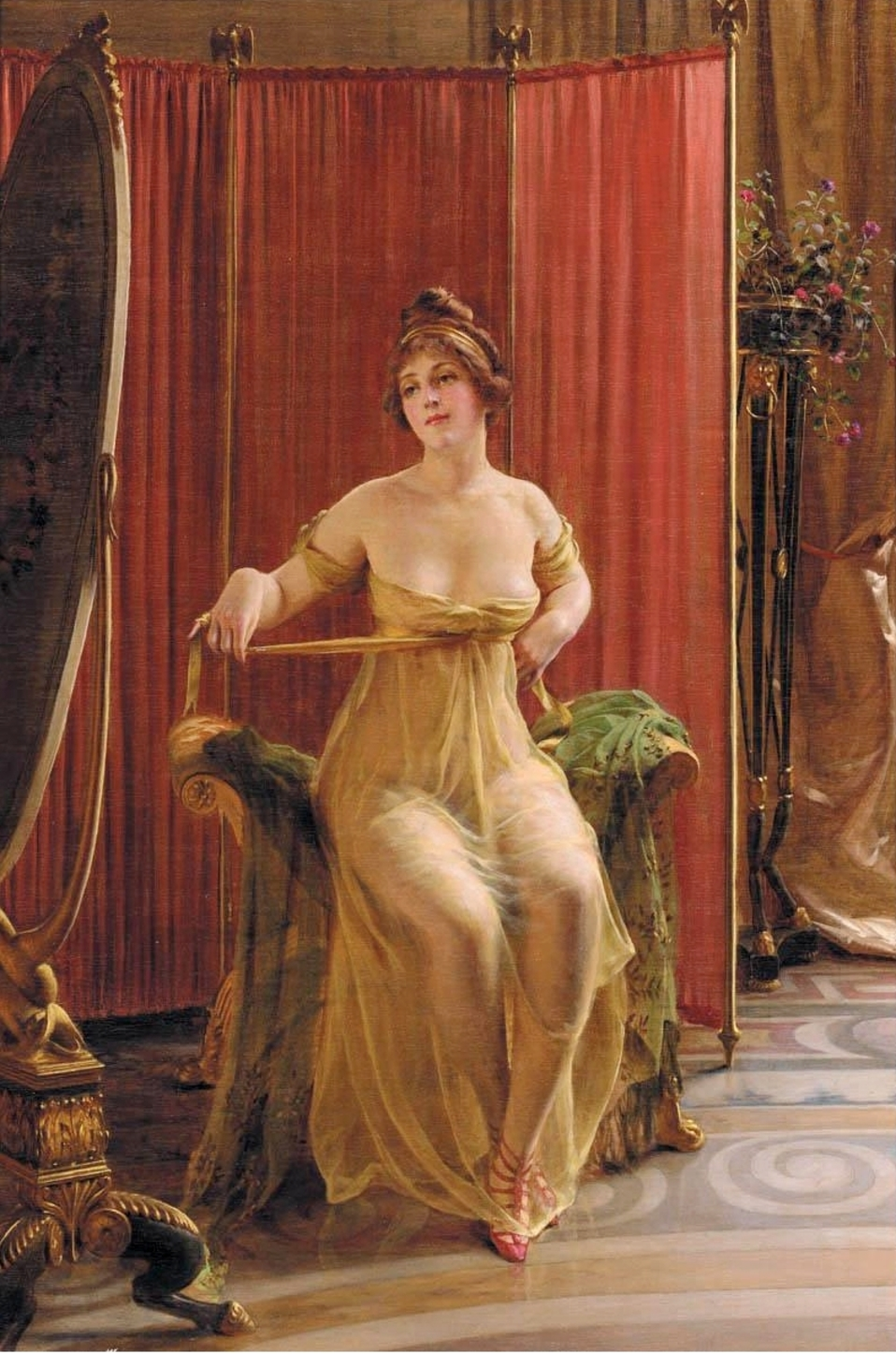
In de kleedkamer
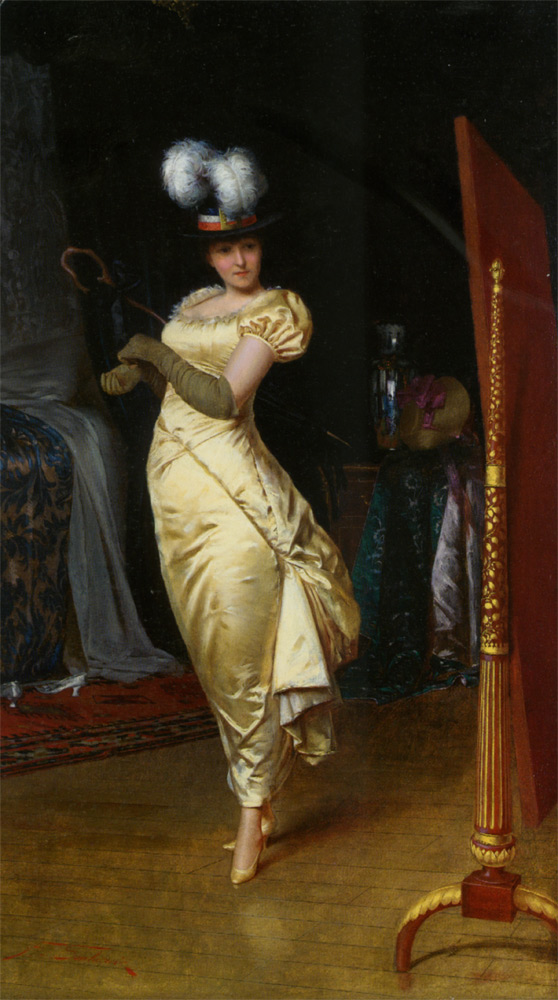
Gereedmaken voor het bal
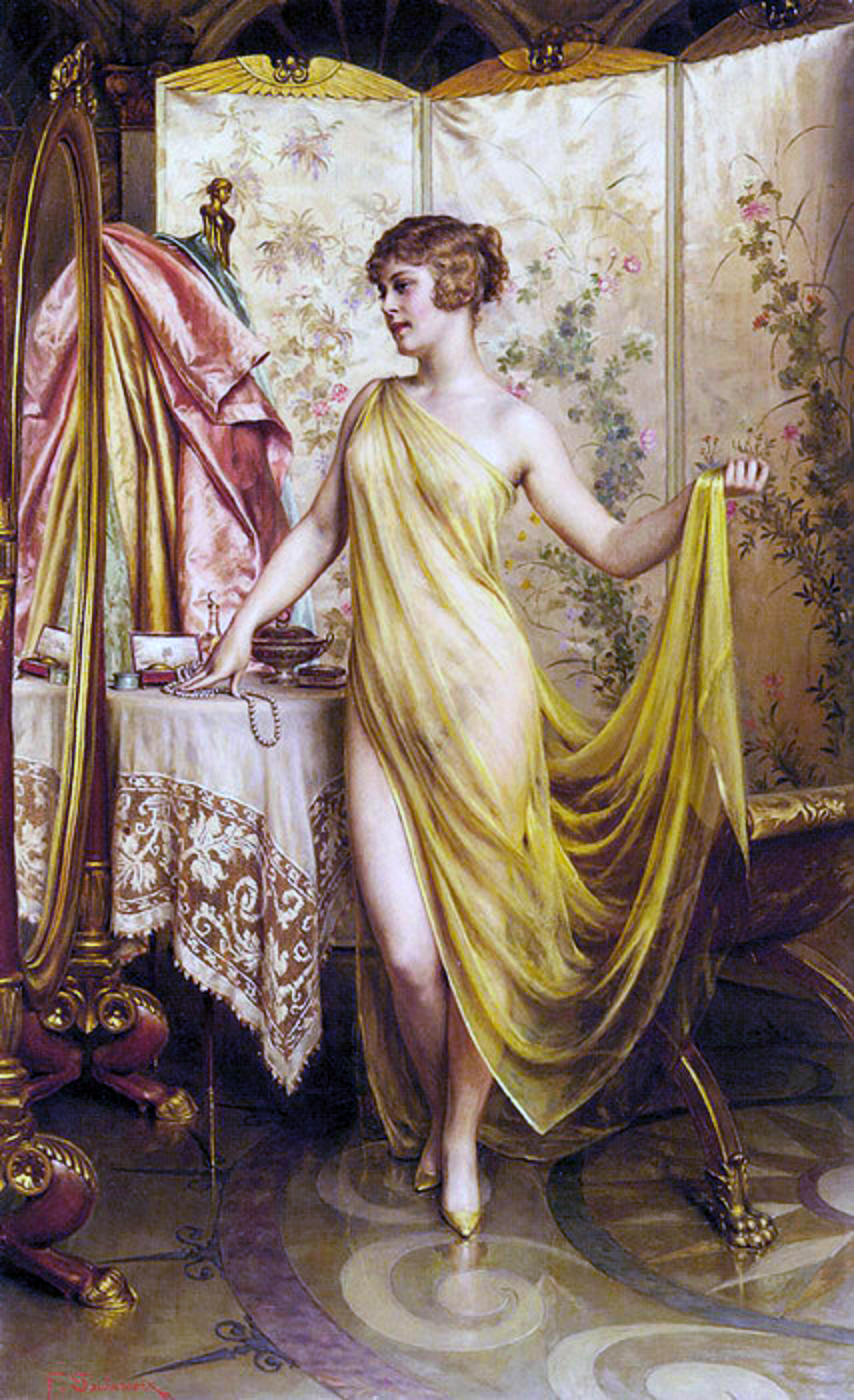
Vanitas
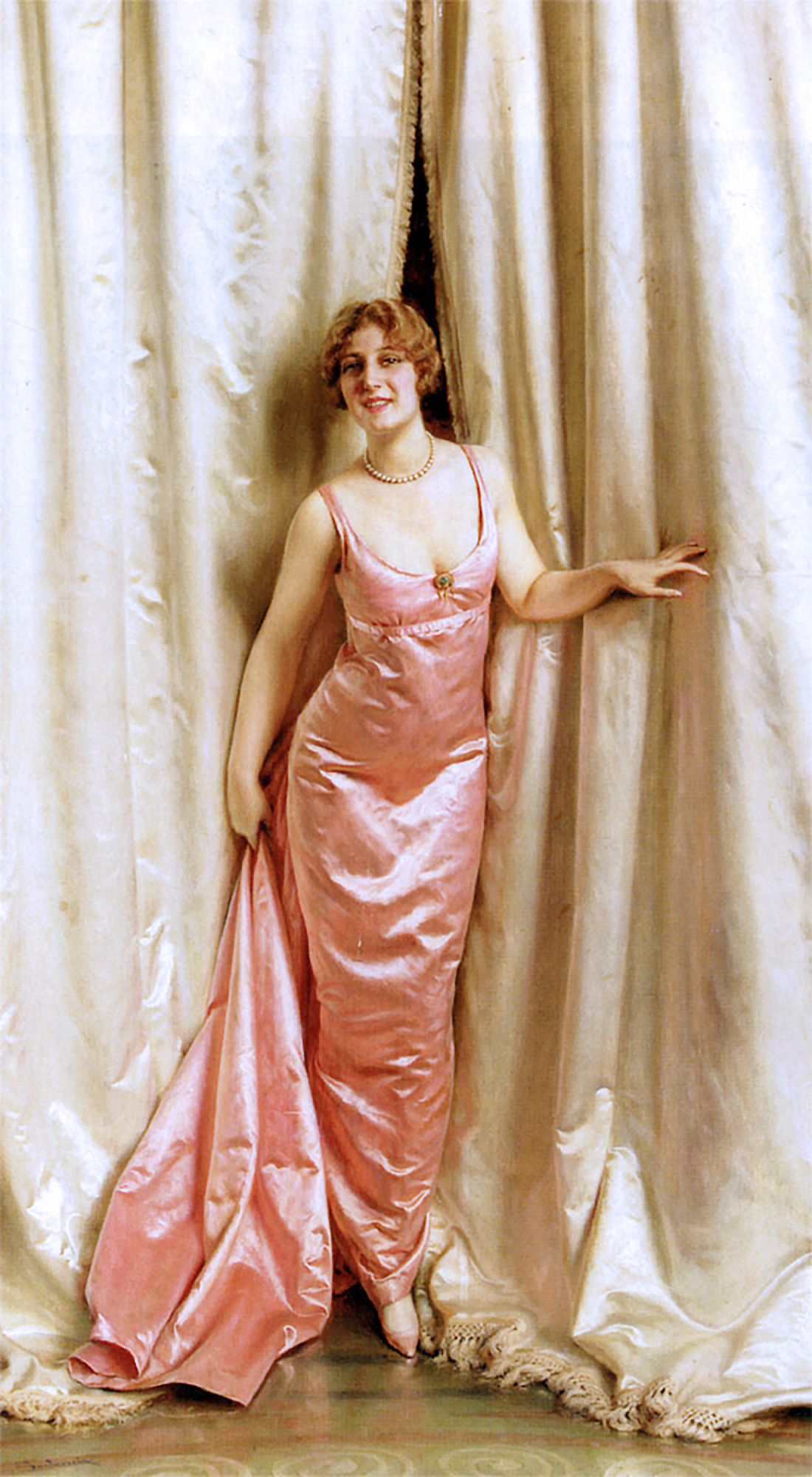
Een elegante binnenkomst
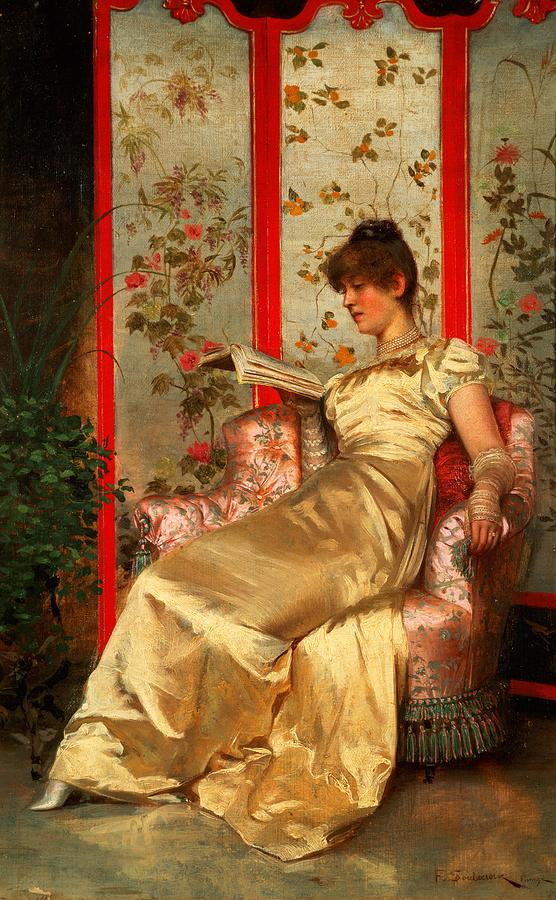
Lezende vrouw
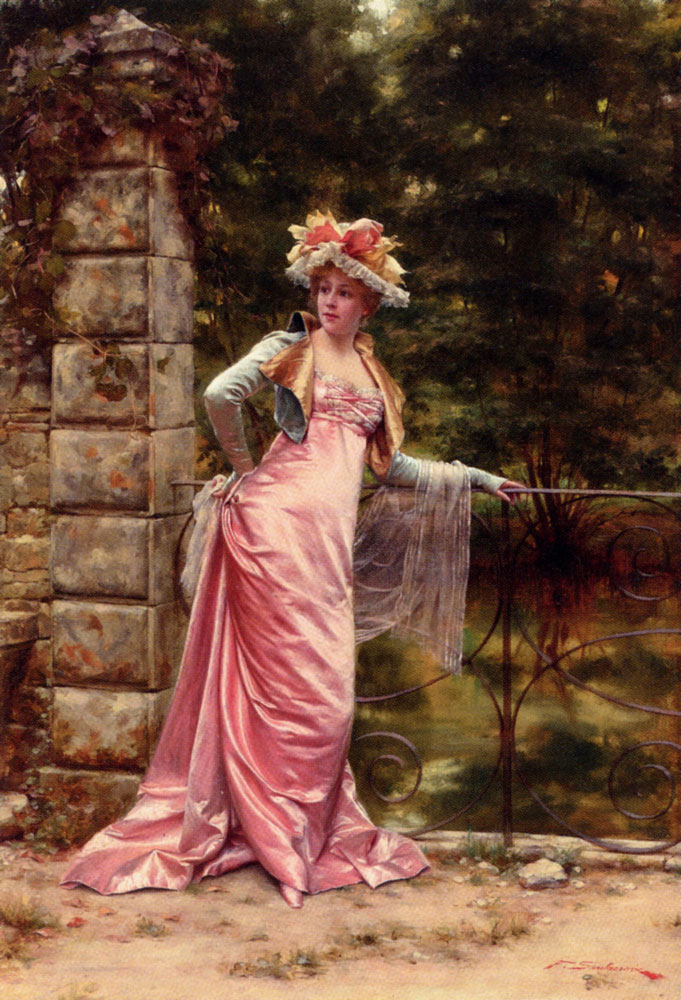
In de tuin
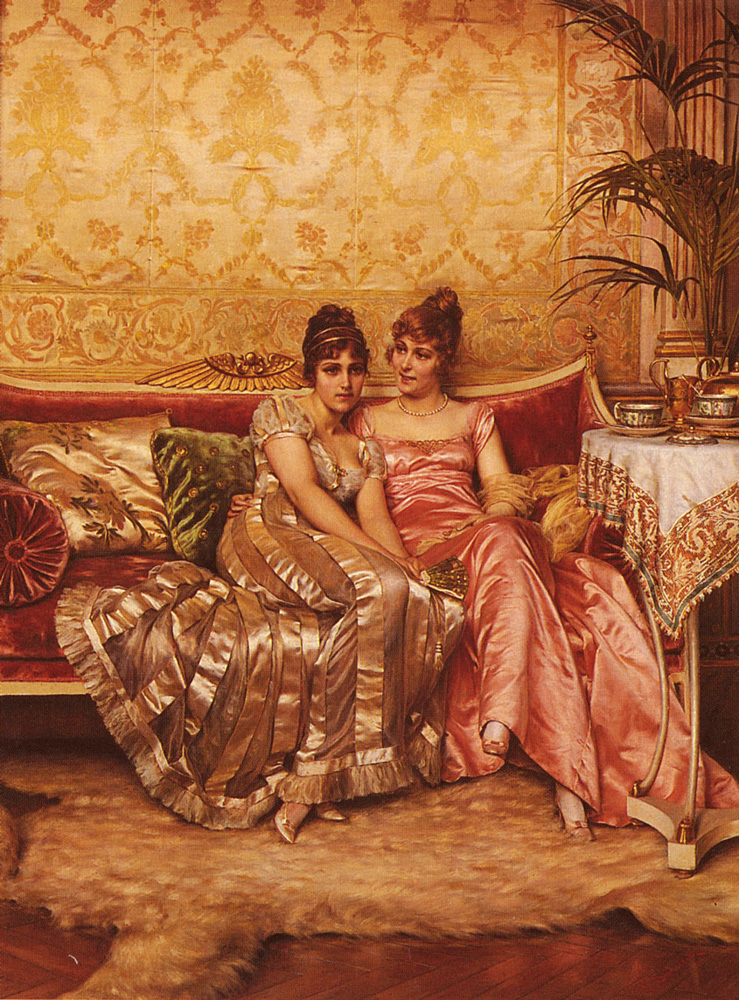
Vertrouwelijkheden
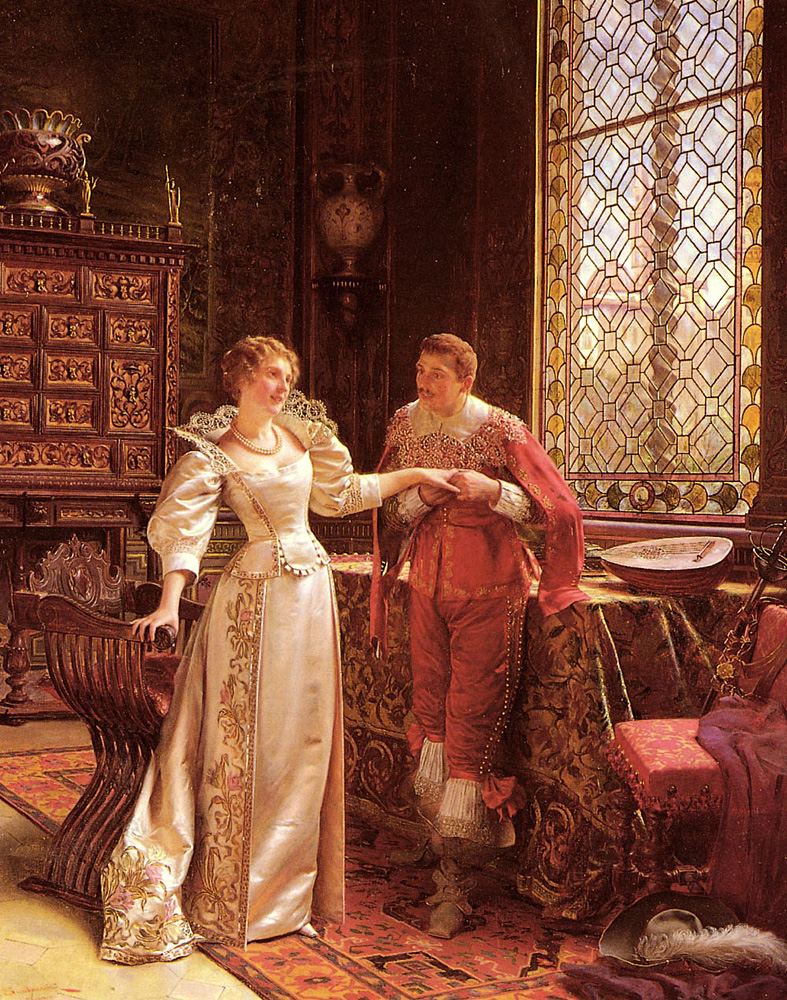
Het aanzoek
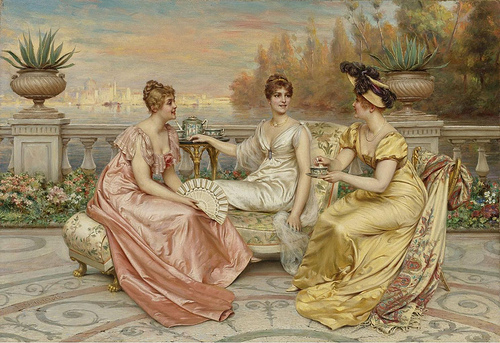
Thee op het terras
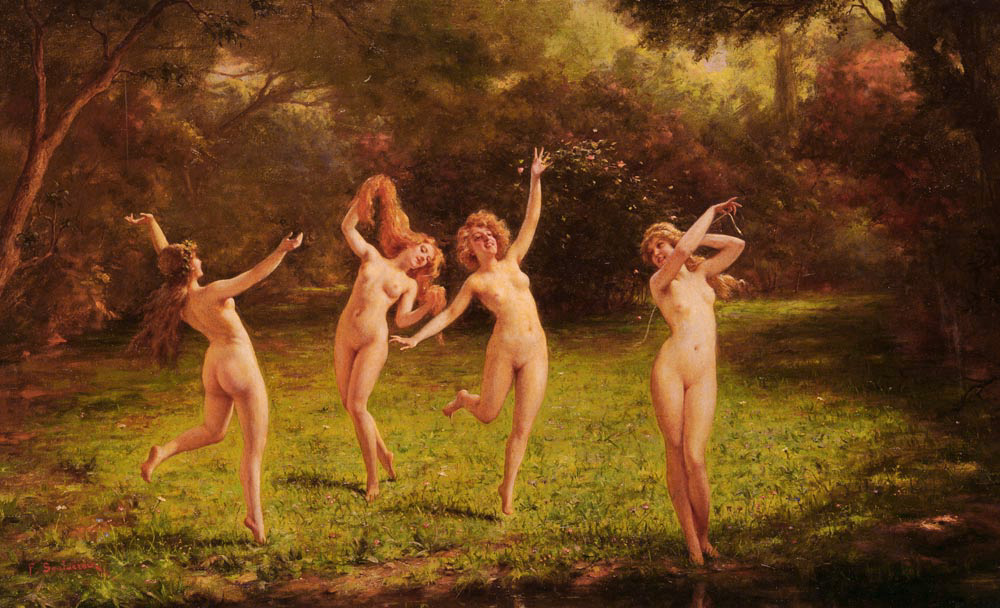
Lente